# International Securities Identification Number
International Securities Identification Number - ISIN  ou norma ISO 6166, foi criada em 2001 identifica internacionalmente os valores mobiliários.
É utilizada para identificar as acções, as obrigações, os warrants e os trackers.

## História
Em 1981, surgiu a ideia duma unificação do mercado europeu.
Em 1989, o "grupo dos 30" recomenda a adopção do código ISIN como padrão internacional para os títulos financeiros.
Em 1990, a Association of National Numbering Agencies (ANNA) é criada tendo como objectivo a manutenção e a implementação desse padrão. A Organização internacional de normalização (ISO) indica a ANNA como a autoridade responsável como a todos: o Internation Central Securities Depository (ICSD).
Em 2003, em França o código SICOVAM é substituído pelo ISIN. O Organizaçãon ISIN oversses muitos dos ISIN e as emissões ao longo das aplicações do mundo. Hoje, as empresas de serviços de organização de ISIN em todo o mundo no processo de requerimento ISIN.

## Composição
| composição do codígo ISIN | composição do codígo ISIN | composição do codígo ISIN | composição do codígo ISIN | composição do codígo ISIN | composição do codígo ISIN | composição do codígo ISIN | composição do codígo ISIN | composição do codígo ISIN | composição do codígo ISIN | composição do codígo ISIN | composição do codígo ISIN | composição do codígo ISIN |
| ------------------------- | ------------------------- | ------------------------- | ------------------------- | ------------------------- | ------------------------- | ------------------------- | ------------------------- | ------------------------- | ------------------------- | ------------------------- | ------------------------- | ------------------------- |
| 1                         | 2                         | 3                         | 4                         | 5                         | 6                         | 7                         | 8                         | 9                         | 10                        | 11                        | 12                        |                           |
| codígo do país            | codígo do país            | NSIN                      | NSIN                      | NSIN                      | NSIN                      | NSIN                      | NSIN                      | NSIN                      | NSIN                      | NSIN                      | chave de controle         |                           |

O ISIN é composto de 12 caracteres alfa-numéricos, os dois primeiros servem a identificar o país de cotação do valor, seguindo a norme ISO 3166-1.

## Exemplos
Galp Energia: PTGALSAM0003 (40 000 000 acções A, detidas pelo Estado aquando da privatização)

Portugal Telecom: PTPTC0AM0009

ZON Multimédia: PTZON0AM0006

Itaú Unibanco: BRITUBACNPR1 (ação preferencial, na  Bovespa tem o código ITUB4)